# Álvaro Mello
Álvaro Mello, vollständiger Name Álvaro Alejandro Mello Silvera, (* 13. Mai 1979 in Montevideo) ist ein uruguayischer Fußballspieler.

## Verein
Der nach Angaben seines Vereins 1,82 Meter große Offensivakteur Mello spielte zu Beginn seiner Laufbahn bei Nacional Montevideo, River Plate Montevideo, erneut Nacional, Tacuarembó FC und mindestens im Jahr 2005 für Olimpo de Bahía Blanca. Es folgten Engagements bei Rentistas (2005 bis 2006) und River Plate Montevideo (2006 bis 2007). Von 2007 bis Dezember 2009 ist eine Station in der Ukraine bei Tschornomorez Odessa verzeichnet. 34 Einsätze und fünf Tore stehen dort für ihn zu Buche. Ebenfalls in der Saison 2009/10 stand er auch für den uruguayischen Erstligisten Club Atlético Cerro auf dem Platz. In zehn absolvierten Spielen traf er dort fünfmal. Auch in der folgenden Spielzeit stand er dort unter Vertrag, lief ebenfalls zehnmal auf und schoss zwei Tore. In der Copa Libertadores wurde er sechsmal eingesetzt. Anfang Januar 2011 schloss er sich dann Sportivo Luqueño an. Dort weist die Statistik sieben Spiele mit seiner Beteiligung aus (kein Tor). Die Spielzeit 2011/12 verbrachte er in Reihen Danubios. Für die Montevideaner bestritt er 22 Partien in der Primera División. Viermal traf er ins gegnerische Tor. Zur Saison 2012/13 wechselte er innerhalb der Liga zu El Tanque Sisley. In jener Spielzeit absolvierte er 16 Begegnungen (fünf Tore) in der Liga und bestritt anschließend auch in der Copa Sudamericana 2013 eines der beiden Spiele des Klubs. In der Spielzeit 2013/14 kam er in 21 Ligaspielen zum Einsatz und erzielte sechs Treffer. Nach der Clausura 2014 verließ er den Klub zunächst mit unbekanntem Ziel. Ende August 2014 lief er in einem Freundschaftsspiel gegen die Montevideo Wanderers für Central Español auf. Mitte September 2014 schloss er sich dem Zweitligisten Villa Teresa an, bei dem er fortan in der Spielzeit 2014/15 in 29 bestrittenen Partien in der Segunda División mit elf Treffer zum Aufstieg beitrug. Im September 2015 wechselte er zum Zweitligisten Deportivo Maldonado. In der Spielzeit 2015/16 wurde er dort 14-mal in der Liga eingesetzt und schoss zwei Tore.